# Грях (филм, 1979)
Вижте пояснителната страница за други значения на Грях.
„Грях“ е български телевизионен игрален филм (социална драма) от 1979 година на режисьора Сергей Комитски, по сценарий на Петър Искренов и Сергей Комитски. Оператор Любомир Мирчев. Музиката е на композитора Юри Ступел, а художник е Ана Буриева. 
Филмът е заснет със съдействието на ГНС - Плевен, Д-во „Г. Кирков“ - Плевен, ОСК - Плевен и населението от селата Градина, Горталово и Бохот - Плевенски окръг.

## Актьорски състав
| Роля                        | Изпълнител         |
| --------------------------- | ------------------ |
| Христо                      | Красимир Ранков    |
| дядо Пано, бивш селски кмет | з.а. Никола Дадов  |
|                             | Веско Зехиров      |
| красивата циганка           | Красимира Игнатова |
| лудият                      | Пламен Сираков     |
| бащата на Христо            | Никола Добрев      |
|                             | Дивна Гусева       |
|                             | з.а. Саша Филипова |
|                             | Константин Станев  |
|                             | Илко Иларионов     |
|                             | Али Адлан          |
|                             | Янко Желязков      |
|                             | Делчо Димов        |
|                             | Сашо Андреев       |
|                             | Латифе Арифова     |
|                             | Георги Матеев      |

и др.